# 1992

## أحداث
- 3 أبريل: بدء حصار موستار والذي استمر إلى ديسمبر 1993.
- 5 أبريل: بدء حصار ساراييفو والذي استمر إلى 29 فبراير 1996.
- 12 يونيو: بدء حصار بيهاتش والذي استمر إلى 5 أغسطس 1995.
- نهاية الحرب الأهلية السلفادورية في 16 يناير 1992 والتي بدأت في 15 أكتوبر 1979.
- وقوع حرب ترانسنيستريا بداية من 2 مارس 1992 إلى 21 يوليو 1992.
- بداية حرب البوسنة والهرسك في 6 أبريل 1992 والتي انتهت في 14 ديسمبر 1995.
- بداية حرب كروات–البوسنة في 19 يونيو 1992 والتي انتهت في 23 فبراير 1994.
- نهاية حرب جنوب أوسيتيا 1991-1992 في 24 يونيو 1992 والتي بدأت في 5 يناير 1991.
- بداية الحرب في أبخازيا في 14 أغسطس 1992 والتي انتهت في 27 سبتمبر 1993.

### يناير
- 1 يناير - المَصري بطرس بطرس غالي يَتَولى منصب الأمين العام للأمم متحدة خلفًا للبيروفي خافيير بيريز دي كوييار.
- 2 يناير - الرئيس الروسي بوريس يلتسن ينهي نظام التَحكُم بالأسعار لتؤدي إلى أرتفاع أسعار بعض المَواد أكثر ب3 أو 5 أضعاف سعرها السابق وذَلِك يُنهي نِظام الإقتصاد المخطط مركزيا.
- 6 يناير - هروب الرئيس الجورجي زفياد غامسخورديا ومن ثمة إنتحاره إثر انقلاب عسكري أدى إلى تولي إدوارد شيفرنادزه الرئاسة.
  - ناغورني قرة باغ تُعلِن إستقلالها من أذربيجان بِدعم من أرمينيا.
- 8 يناير - ظهور مشهد تلفزي للرئيس الأمريكي جورج بوش الأب وهو يتقيأ على حضن رئيس الوزراء الياباني كييتشي ميازاوا بعد إغمائه وهو في مأدبة عشاء في اليابان.
- 9 يناير - جمهورية صرب البوسنة تعلن انفصالها عن البوسنة والهرسك وسط عدم رضا من قبل البوشناق وكروات البوسنة والهيرسك.
- 11 يناير - الشاذلي بن جديد يترك السلطة ويتخلى عن رئاسة الجزائر.
- 12 يناير - مجلس الأمن الأعلى يتسلم مقاليد السلطة في الجزائر بعد الفوز الساحق للإسلاميين في الجولة الأولى من الانتخابات البرلمانية في الجزائر ويلغي الانتخابات الديمقراطية ويعتقل قادة الجبهة الإسلامية للإنقاذ.
- 13 يناير - اليابان تعتذر لكوريا عن الاعتداءات الجنسية التي إرتكبها جنودها بحق النساء أثناء فترة الحرب العالمية الثانية.
- 15 يناير - جمهورية يوغسلافيا الاشتراكية الاتحادية تبدأ بالانهيار بعد اعتراف بعض الدول الغربية بسلوفينيا وكرواتيا كدول مُستَقِلة.
- 16 يناير - محمد بوضياف يتولى رئاسة الجزائر.
  - القادة السلفادوريون ينهون الحرب الأهلية في بلدهم بَعد أن دامت ل12 سنة وراح ضحيتها حوالي 75 ألف بعد إتفاقهم في مدينة مكسيكو.
- 24 يناير - الصين تُعيدُ علاقاتها الدبلوماسية مع إسرائيل.
- 26 يناير - بوريس يلتسن يعلن بأن روسيا ستتوقف عن استهداف المدن الأمريكية بالأسلحة النووية، وفي الرجوع جورج بوش الأب يعلن بأنهُ لن يستهدف روسيا لَكِنَهُ سَيستَمِر بإستهداف الدول الشيوعية.
- 27 يناير - حرب أهلية في ناغورني قرة باغ بين الأرمن والأذر يودي يمقتل 60 شخص.
- 29 يناير - الهند تعلن إقامة علاقات دبلوماسية كاملة مع إسرائيل وتبدأ في تبادل السفراء مع تل أبيب.
- 31 يناير - عقد أول اجتماع قمة لمجلس الأمن في المقر ويعلنون عن البدء في سياسة جديدة بعد نهاية الحرب الباردة.

### فبراير
- 1 فبراير - الرئيس الأمريكي جورج بوش الأب يَلتقي بالرئيس الروسي بوريس يلتسن في كامب ديفيد ويعلنان عن نهاية الحرب الباردة.
- 7 فبراير - معاهدة ماستريخت التي تعرف أيضا باسم اتفاقية أو معاهدة ماستريخت هي الاتفاقية المؤسسة للاتحاد الأوروبي وأهم تغيير في تاريخه منذ تأسيس المجموعة الأوروبية في نهاية الخمسينات.
- 9 فبراير - إعلان حالة الطوارئ في الجزائر بعد الأزمة السياسية في البلاد.
- 11 فبراير - دولة الكويت وبريطانيا توقعان مذكرة تفاهم كويتية - بريطانية حول التعاون الدفاعي بين البلدين.
- 13 فبراير - زوال جمهورية منغوليا الشعبية وتأسيس جمهورية منغوليا.
- 16 فبراير - اغتيال أمين عام حزب الله عباس الموسوي في غارة إسرائيلية.
- 25 فبراير - مصرع أكثر من 700 مدني أذربيجاني في مجزرة على يد القوات الأرمينية في إقليم ناغورني كاراباخ.

### مارس
- 1 مارس - البوسنة والهرسك تعلن انفصالها عن يوغوسلافيا.
- 2 مارس - انضمام أرمينيا وأذربيجان ومولدوفا وكازاخستان وقيرغيزستان وسان مارينو وأوزبكستان وتركمانستان وطاجيكستان إلى الأمم المتحدة.
- 3 مارس - انهيار في منجم للفحم في تركيا يودي بِمَصرَع 263 قرب مدينة زونغولداق.
- 12 مارس - جزيرة موريشيوس تنضم إلى الكومونولث البريطاني.
- 13 مارس - زلزال يضرب شرق تركيا بقوة 6.8 ريختر يودي لمصرع أكثر من 500 شخص.
- 18 مارس - الجنوب أفريقيون البيض يصوتون في إستفتاء على إنهاء سياسة التفرقة العُنصُرية في البلاد.

### أبريل
- 5 أبريل - بداية الحرب في البوسنة والهرسك. وبداية حصار سراييفو.
- 6 أبريل - دول المجموعة الأوربية ال12 تعترف بالبوسنة والهرسك.
- 7 أبريل - الولايات المتحدة تعترف بكرواتيا وسلوفينيا والبوسنة والهرسك ودول السوق الأوروبية المشتركة تعترف بإستقلال البوسنة والهرسك.
- 9 أبريل - محكمة اتحادية في الولايات المتحدة تصدر حكمًا بإدانة رئيس باناما الأسبق مانويل نورييجا بالتورط بتجارة المخدرات وبسجنه.
- 10 أبريل - طائرة ياسر عرفات تهبط إضطرارياً في صحراء ليبيا إثر عاصفة رملية والعثور عليه بعد 12 ساعة.
- 11 أبريل - الجيش الجمهوري الإيرلندي المناوئ للسيطرة البريطانية على إيرلندا الشمالية يفجر قنبلة في حي المال بالعاصمة البريطانية لندن مما أدى إلى مقتل ثلاث أشخاص.
- 12 أبريل - افتتاح الفرع الأوروبي من مدينة الملاهي الأمريكية الشهيرة ديزني لاند، وقد أقيمت المدينة في فرنسا خارج العاصمة باريس وحملت اسم يورو ديزني.
- 16 أبريل - الثوار الإسلاميين الأفغان يختطفون الرئيس الأفغاني محمد نجيب الله في العاصمة الأفغانية كابول.
- 17 أبريل - لجنة ترسيم الحدود الكويتية - العراقية تقر الخريطة النهائية للحدود البرية المشتركة بين البلدين.
- 25 أبريل - افتتاح القسم الكردي لراديو صوت أمريكا.
- 29 أبريل - موجة من الاضطرابات في مدينة لوس انجلوس الأمريكية بعد النطق ببراءة رجال الشرطة الذين هموا بضرب المواطن الزنجي رودني كنج وفي الأيام الثلاثة التي تلت، وقد سقط 54 من القتلى وتم إتلاف المئات من المباني.
- 30 أبريل - المنظمة الأوروبية للفيزياء تعلن أن خدمة الويب خالية من الرسوم وباستطاعة الكل استخدامها.
  - إطلاق سراح الصادق المهدي رئيس الوزراء الخامس للسودان بعد قرابة عام ونصف الاعتقال التحفظي في منزل زوج عمته بالرياض (بروفسر الشيخ محجوب جعفر).

### مايو
- 5 مايو - القادة الروس في القرم يُعلنون انفصال القرم عن أوكرانيا لكنهم يغيرون رأيهم في 10 مايو.
- 7 مايو - الانطلاقة الأولى لمركبة الفضاء الأمريكية انديفور.
- 9 مايو - بدء اتفاقية الأمم المتحدة المبدئية بشأن التغير المناخي في نيويورك.
- 16 مايو - 17 مايو - قوات حفظ السلام التابعة للامم متحدة تنسحب من سراييفو عاصمة البوسنة والهرسك.
- 17 مايو - احتجاجات في بانكوك عاصمة تايلاند ضد حكومة الجنرال التايلندي سوتشيندا كرابرايون تُقابل بقمع عنيف.
- 19 مايو - إجراء أول انتخابات برلمانية حرة في إقليم كردستان العراق.
- 20 يونيو - استونيا تنشأ عُملة كرون إستوني بدلًا من الروبل السوفييتي.
- 22 مايو - انضمام سلوفينيا وكرواتيا والبوسنة والهرسك إلى الأمم المتحدة.
  - اكتشاف هيكلين عطميتين في ييكاتيرينبرغ في روسيا تعود للقيصر الروسي المخلوع نيقولا الثاني إمبراطور روسيا وزوجته ألكسندرا فيودورفنا.
- 24 مايو - الرئيس التايلندي سوتشيندا كرابرايون يقدم استقالته.
- 25 مايو - لاعب الكاراتيه السوداني هاشم بدر الدين يعتدي على حسن الترابي في أوتاوه بكندا.
  - إنشاء منظمة التعاون الاقتصادي للبحر الأسود.

### يونيو
- 26 يونيو - فوز منتخب الدنمارك ببطولة أمم أوروبا لكرة القدم التي أقيمت في السويد 92 للمرة الأولى بعد فوزه في المباراة النهائية على منتخب ألمانيا بهدفين مقابل لاشيء.
- 29 يونيو - اغتيال الرئيس الجزائري محمد بوضياف أثناء احتفال رسمي بأحد المسارح في العاصمة وذلك بعد مدة قصيرة من توليه الرئاسة وبعد أن ظل لاجئا في المغرب 25 سنة.

### يوليو
- 2 يوليو - تعيين علي كافي رئيسا للجزائر وذلك بعد اغتيال محمد بوضياف.
- 10 يوليو - صدور حكم بالسجن لمدة 40 سنة لرئيس باناما مانويل نورييغا بميامي بتهمة الفساد وقضايا مخدرات، وهي أول مرة يتم فيها محاكمة رئيس دولة أجنبية في الولايات المتحدة الأمريكية.
- 13 يوليو - تسلم إسحق رابين منصب رئيس وزراء إسرائيل للمرة الثانية.
- 21 يوليو - انتهاء حرب ترانسنستريا بإتفاق على وقف إطلاق النار بين البلدين.
- 23 يوليو - أبخازيا تُعلِن انفصالها عن جورجيا والانفصال غَير مُعتَرف بهِ لحد الآن.
- 25 يوليو - انطلاق دورة الألعاب الأولمبية في برشلونة في إسبانيا.
- 31 يوليو - انضمام جورجيا للأمم المتحدة.
  - سقوط طائرة تابعة لالخطوط الجوية الدولية التايلاندية في جبل شمال عاصمة نيبال كاتماندو تودي بمصرع 108 شخص وفقدان 116 شخص آخر.

### أغسطس
- 2 أغسطس - إجراء أول انتخابات رئاسية في كرواتيا وذلك بعد انفصالها عن يوغوسلافيا.
- 6 أغسطس - الرئيس الأمريكي بوش يُحفِز الأمم المتحدة على التدخل في البوسنة والهرسك.
- 13 أغسطس - وزير الخارجية اللبناني فارس بويز يتعرض لمحاولة اغتيال في شمال لبنان.
- 17 أغسطس - رئيس الوزراء البريطاني جون ميجور يعلن حظر الطيران على العراق.
- 18 أغسطس - إعلان إفلاس شركة تقنية المعلومات العملاقة وانغ (WANG).
- 23 أغسطس - إعصار أندرو يضرب جزر البهاماس وفلوريدا وتينيسي في الولايات المتحدة ويخلف مصرع 23 شخص.
- 27 أغسطس - إعصار أندرو يجتاح ولاية أريزونا الأمريكية ويوقع خسائر بقيمة مليار دولار.
- 28 أغسطس - إيران تبسط سيطرتها الكاملة على جزيرة أبو موسى بعد أن كانت تسيطر عليها جزئيًا منذ عام 1971.
- 29 أغسطس - العشرات من النازيون الجدد يتظاهرون في مدينة روستوك في ألمانيا احتجاجا على تزايد أعداد المهاجرين في ألمانيا.
- 30 أغسطس - إنهاء دافيد جيوت وجين لو لبحثهما وإثبات وجود حزام كويبر باكتشاف أول جرم فيه بعد بلوتو وقمره شارون.
- 31 أغسطس - الملك حسين يوافق على قانون الأحزاب السياسية في الأردن.

### سبتمبر
- 1 سبتمبر - تمت المصادقة على الدستور السلوفاكي، الذي دخل حيز التنفيذ في 1 كانون الثاني/يناير 1993.
  - في عاصمة الصين بكين القبض على شين تونغ أحد منظمي مظاهرات ساحة تيانانمن.
- 2 سبتمبر - زلزال يضرب نيكاراغوا يودي لمصرع 116.
- 7 سبتمبر - في سيسكي الدكتاتور السسكي يفتح النار لمحتجين مؤيدين للالمؤتمر الوطني الأفريقي ويقتل 28 محتج وجرح 116 آخرين.
  - الرئيس الطاجكستاني رحمون ناباييف يعلن استقالته بعد قيام قواته بقتل أكثر من 1500 محتج.
- 12 سبتمبر - الدكتورة ماي جيميسون تصبح أول امرأة أفريقية تسافر إلى الفضاء.
  - الشرطة البيروفية تنجح في القبض على أبيمال غوزمان زعيم الحزب الشيوعي في بيرو بعد أن كانت تُلاحِقهُ لِمُدة 12 سنة.
- 21 سبتمبر - المكسيك تعيد فتح علاقاتها مع الفاتيكان بعد انقطاع دام 130 سنة.
- 23 سبتمبر - الجمعية العامة للأمم المتحدة تطرد الإتحاد اليوغسلافي الجديد من عضويتها.
- 29 سبتمبر - ولأدة السلطان الاجوراني في جمهورية الصومال عبدالله احمد شيخ اجوران
- 30 سبتمبر - خوسي إدواردو دوس سانتوس يتولى رئاسة أنغولا.

### أكتوبر
- 1 أكتوبر - كرتون نتورك تبث أول إرسال لها على شاشة التلفاز.
- 2 أكتوبر - الشرطة البرازيلية تقوم بمذبحة في إحدى السجون راح ضحيتها 111 سجين.
- 4 أكتوبر - إل عال الرحلة 1862 - سقوط طائرة إسرائيلية في أمستردام عاصمة هولندا راح ضَحّيَتُها 43 شخص.
  - الحكومة الموزمبيقية تتفق مع المقاومة الوطنية الموزمبيقية لتنهي الحرب الأهلية الموزمبيقية بعد أن دامت لِمُدة 16 عامًا والتي راح ضَحِتُها حَوالي 1000000 قتيل وجريح.
- 5 أكتوبر - 4 جنود إسرائيليون يلقون مصرعهم وإصابة 6 آخرون خلال عملية نفذها حزب الله اللبناني في حاصبيا داخل الشريط الحدودي في جنوب لبنان.
  - إجراء أول انتخابات برلمانية لمجلس الأمة الكويتي بعد جلاء القوات العراقية.
- 6 أكتوبر - لينارت ميري يُصبِح أول رئيس مُنتَخب لإستونيا بعد إستقلالها من الإتحاد السوفييتي في 1991.
- 12 أكتوبر - زلزال بقوة خمس درجات وثماني اعشار الدرجة يضرب مصر ويؤدي إلى مقتل نحو ثلاثمئة وسبعين وإصابة أكثر من ثلاثة آلاف شخص، كان مركز الزلزال جنوب غربي القاهرة بالقرب من الفيوم و[وضح من هو المقصود ؟].[1]
- 18 أكتوبر - تعين صباح الأحمد نائبًا أول لرئيس مجلس الوزراء ووزيرًا للخارجية لدولة الكويت.
- 19 أكتوبر - الحزب الشيوعي الصيني الحاكم في الصين يُزيل القيود في السوق.
- 21 أكتوبر - عمال مناجم الفحم في لندن يتظاهرون احتجاجا على الحكومة البريطانية التي قامَت بِغلق بعض مناجم الفحم.
- 23 أكتوبر - الإمبراطور الياباني أكيهيتو يزور الصين في أول زيارة لمسؤول ياباني منذ نهاية الحرب العالمية الثانية في سنة 1945.
- 31 أكتوبر - تسلم رفيق الحريري منصب رئيس وزراء اللبنان لأول مرة.
  - البابا يوحنا بولس الثاني يعتذر عن مرسوم محكمة التفتيش للفاتيكان التي أقامتهُ ضد العالم الإيطالي غاليلو غاليلي.

### نوفمبر
- 3 نوفمبر - انتخاب بيل كلينتون رئيسًا للولايات المتحدة الأمريكية.
- 8 نوفمبر - تتويج المنتخب الياباني للمرة الأولى ببطولة آسيا لكرة القدم على حساب المنتخب السعودي.
- 11 نوفمبر - الكنيسة الأنغليكانية تصوت لقرار السماح للنساء بدخول السلك الكهنوتي.
- 13 نوفمبر - المنظمة العالمية للأرصاد الجوية تُعلن انخفاض في طبقة الأوزون في القطب الجنوبي والقطب الشمالي.
- 24 أكتوبر - سقوط طائرة تابعة لخطوط جنوب الصين الجوية في الصين تُسفِر عن مَصرَع 141 راكب.
- 25 نوفمبر - بعد استفتاء شعبي تقرر الموافقة على تقسيم تشيكوسلوفاكيا إلى دولتين وهما التشيك وسلوفاكيا وذلك اعتبارًا من 1 يناير 1993.
- 27 نوفمبر - الحكومة الفنزويلية تُعلِن أنها قامت بانقلاب بواسطة مجموعة من ضُباط الجيش وتُعلِن أنها فجرت القَصَر الرئاسي.

### ديسمبر
- 3 ديسمبر - مجلس الأمن الدولي يوافق على التدخل العسكري في الصومال بقيادة الولايات المتحدة وذلك لوقف الحرب الأهلية هناك بعد انهيار حكومة الرئيس الصومالي محمد سياد بري.
  - شركة فودافون تُطلِق لأول مرة خدمة رسائل إس إم إس في بريطانيا العظمى.
- 4 ديسمبر - القوات الأمريكية تصلُ إلى الصومال.
- 6 ديسمبر - صدام بين المتطرفين الهندوس والمسلمين في أيوديا بولاية أوتار برادش الهندية حيث حاول الهندوس هدم مسجد البابري لإقامة ضريح إلإله الهندوسي رام.
- 10 ديسمبر - منتخب قطر لكرة القدم يفوز بكأس الخليج 1992 في قطر.
- 12 ديسمبر - زلزال يضرب جزيرة فلوريس في إندونيسيا يُسفِر عن مَصرَع 2500 شخص.
- 17 ديسمبر - إسرائيل تبعد 415 فلسطيني إلى لبنان.
- 21 ديسمبر - طائرة هولندية تسقط في مطار فارو في البرتغال تُسفِر عن مَصرع 54 شَخص.
- 22 ديسمبر - سقوط طائرة مدنية تابعة لشركة الخطوط الجوية العربية الليبية قرب مطار طرابلس بينما كانت في رحلة داخلية بين مدينتي بتغازي وطرابلس وقتل في الحادث (157) راكبا معظمهم من الليبيين.
- 26 ديسمبر - أعيد افتتاح أبراج الكويت بعد أن تعرضت في الغزو العراقي للكويت للتخريب والسلب والدمار، حيث قام وزير المالية ووزير التخطيط ناصر الروضان بافتتاح الأبراج.
- 27 ديسمبر - طائرة إف-16 فايتنغ فالكون الأمريكية تُهاجم طائِرة ميكويان جيروفيتش ميج-25 العراقية بَعد انتهاكها قرار حظر الطيران العراقية.
- 29 ديسمبر - قامت القاعدة بأول عملية هجوم بتفجير قنبلتان في عدن، اليمن. الهدف الأول هو فندق موفنبيك، والثاني موقف السيارات التابع لفندق جولدموهر.
- 31 ديسمبر - الرئيس الأمريكي بوش يصل إلى الصومال ليحتفل هناك مع القوات الأمريكية المرابطة هناك بمناسبة رأس السنة الميلادية.

## مواليد
للمزيد من مواليد 1992، شاهد مواليد 1992.

### غير معلوم التاريخ
- إبهار الألمعي، مذيعة سعودية.
- يمنى الحلبي، ممثلة سورية.

### يناير

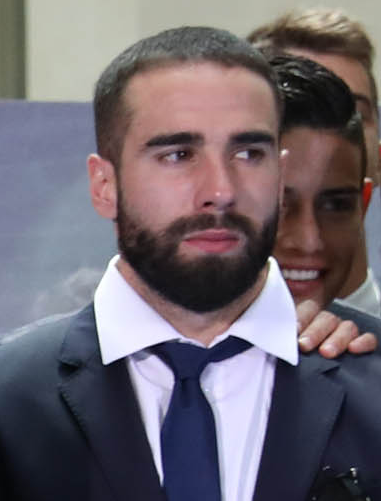
داني كارفاخال

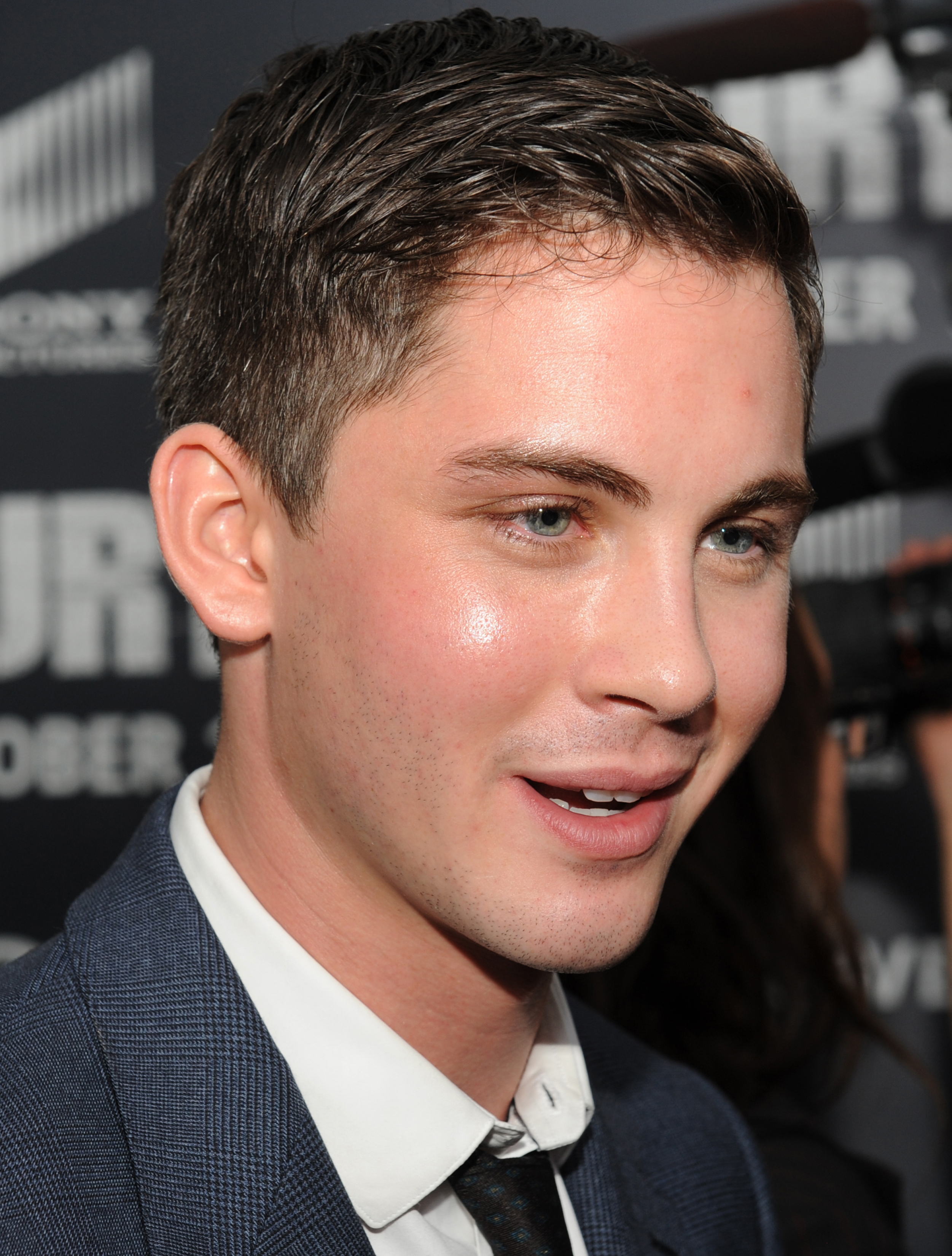
لوجان ليرمان

- 1 يناير - عبد الباسط الساروت، لاعب كرة قدم وثائر سوري
- 1 يناير - جاك ويلشير لاعب كرة قدم إنجليزي.
- 1 يناير - شين دافي، لاعب كرة قدم أيرلندي.
- 1 يناير - هازار إيرجوتشلو، ممثلة قبرصية تركية.
- 4 يناير - كوينسي برومس، لاعب كرة قدم هولندي.
- 5 يناير - ترنت سينزبوري، لاعب كرة قدم أسترالي.
- 5 يناير - هنا الزاهد، ممثلة المصرية.
- 5 يناير - سوكي واترهاوس، ممثلة وعارضة أزياء إنجليزية.
- 5 يناير - فهد باسم، ممثل يمني
- 8 يناير - كوكي، لاعب كرة قدم إسباني.
- 10 يناير - شيمي فرساليكو، لاعب كرة قدم كرواتي.
- 10 يناير - كريستيان أتسو، لاعب كرة قدم غاني.
- 11 يناير - داني كارفاخال، لاعب كرة قدم إسباني.
- 12 يناير - جورجيا مي جاغر، عارضة أزياء بريطانية.
- 12 يناير - إسحاق بلفضيل، لاعب كرة قدم جزائري فرنسي.
- 13 يناير - سانتياغو أرياس، لاعب كرة قدم كولومبي.
- 14 يناير - روبي برادي، لاعب كرة قدم أيرلندي.
- 14 يناير - نيمويه سميت، عارضة أزياء هولندية.
- 14 يناير - وانغ كيانغ، لاعبة كرة مضرب صينية.
- 15 يناير - فاليري أبو شقرا، عارضة أزياء ومذيعة لبنانية.
- 16 يناير - مايا كيوتش، مغنية سلوفينية
- 17 يناير - أسامة رشيد، لاعب كرة قدم عراقي هولندي.
- 18 يناير - ريما الجفالي، متسابقة سيارات سعودية.
- 19 يناير - شون جونسون، لاعبة جمباز فني أمريكية.
- 19 يناير - ماك ميلر، مغني راب أمريكي.
- 19 يناير - لوجان ليرمان، ممثل أمريكي.
- 19 يناير - سعد عبد الأمير، لاعب كرة قدم عراقي.
- 20 يناير - غوكهان توريه، لاعب كرة قدم تركي.
- 21 يناير - حميد هيراد، مغني إيراني.
- 21 يناير - فيرونيكا سبيد رويج، لاعبة كرة مضرب بارغوايانية.
- 22 يناير - أشرف لزعر، لاعب كرة قدم مغربي.
- 22 يناير - فينسنت أبوبكر، لاعب كرة قدم كاميروني.
- 23 يناير - هاروكا تشيسوغا، ممثلة ومؤدية أصوات يابانية
- 26 يناير - ساشا بانكس، مصارعة أمريكية.
- 28 يناير - أسامة الحدادي، لاعب كرة قدم تونسي.
- 30 يناير - عمر جابر، لاعب كرة قدم مصري.

### فبراير

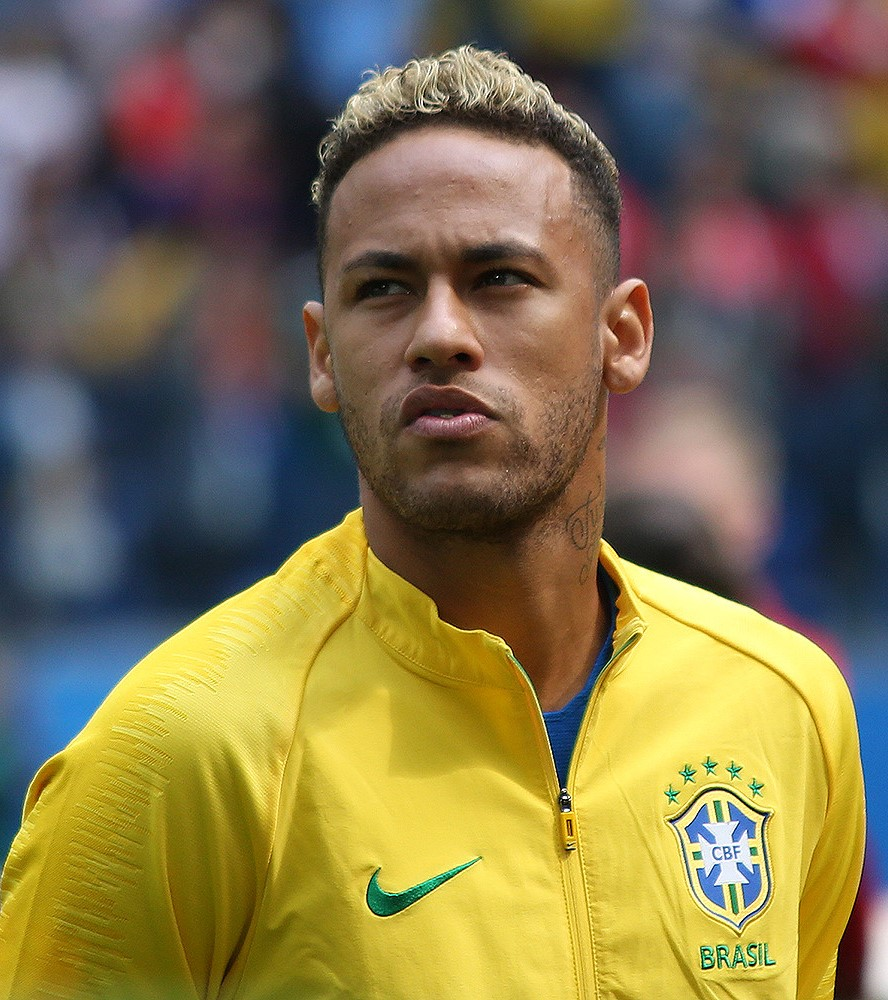
نيمار

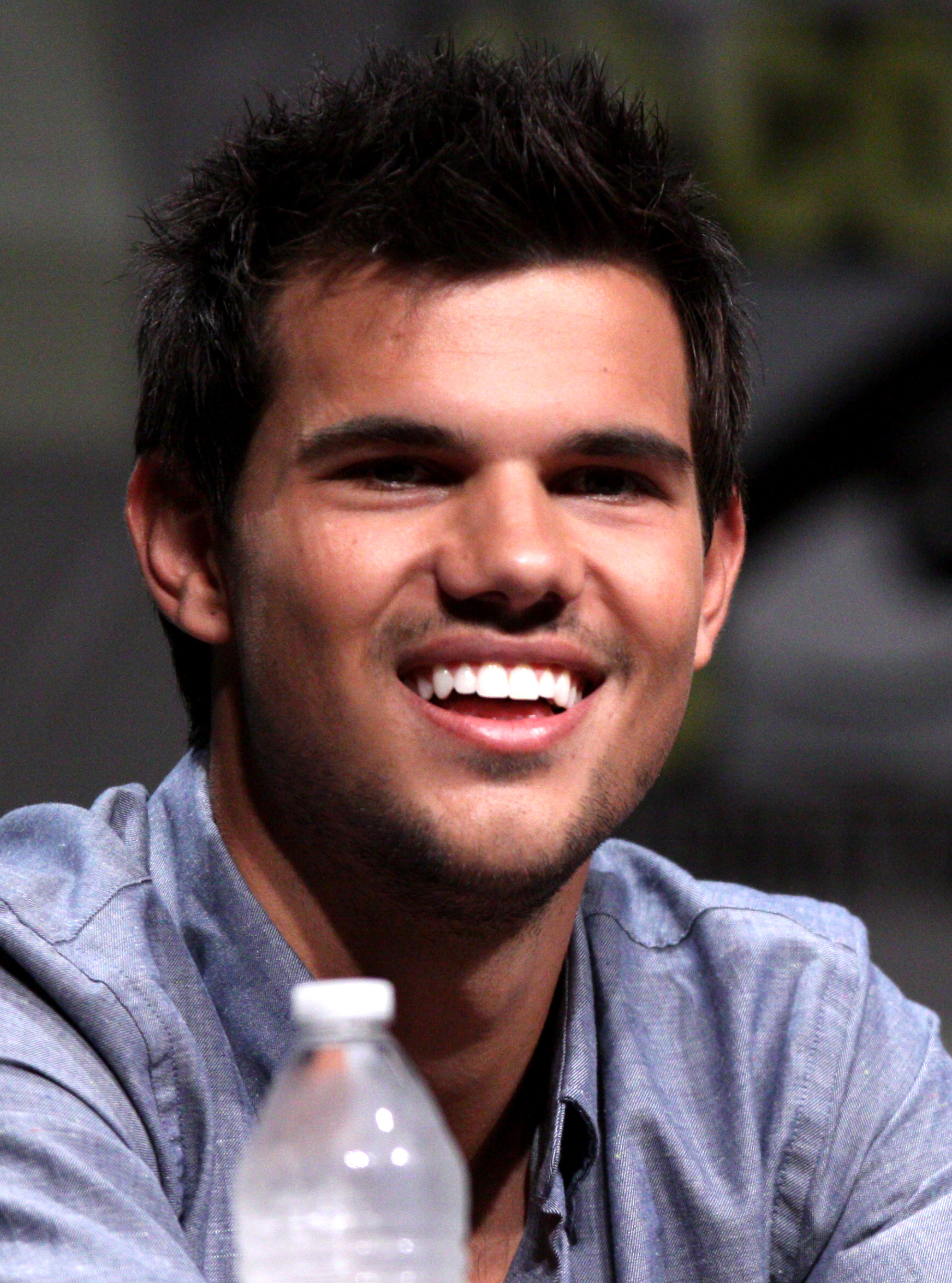
تايلور لوتنر

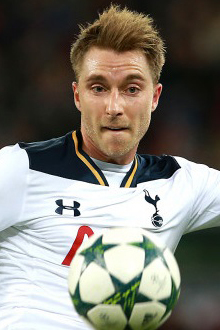
كريستيان إريكسن

- 1 فبراير - ماو إيتشيميتشي، ممثلة ومؤدية أصوات يابانية
- 3 فبراير - دانيال شميت، لاعب كرة قدم ياباني أمريكي.
- 4 فبراير - عبد الله السديري، لاعب كرة قدم سعودي.
- 5 فبراير - نيمار دا سيلفا، لاعب كرة قدم برازيلي.
- 5 فبراير - ستيفان دي فري، لاعب كرة قدم هولندي.
- 6 فبراير - نورة فتحي، ممثلة كندية مغربية.
- 7 فبراير - خوسيه باكستر، لاعب كرة قدم إنجليزي.
- 7 فبراير - سيرجي روبيرتو، لاعب كرة قدم إسباني.
- 9 فبراير - آفان جوجيا ممثل كندي.
- 10 فبراير - هاجر بوساق، حافظة للقرآن مغربية.
- 11 فبراير - تايلور لوتنر، ممثل أمريكي.
- 12 فبراير - ماجدا لينيت، لاعبة كرة مضرب بولندية.
- 13 فبراير - كيفين لاكروز، لاعب كرة قدم إسباني.
- 13 فبراير - تشانغ وو ريم، لاعب كرة قدم كوري جنوبي.
- 14 فبراير - فريدي هايمور، ممثل إنجليزي.
- 14 فبراير - كريستيان إريكسن، لاعب كرة قدم دنماركي.
- 15 فبراير - يوشيتاكا يامايا، ممثل ومؤدي أصوات ياباني
- 16 فبراير - سينتيا خليفة، ممثلة ومذيعة لبنانية.
- 17 فبراير - ميغان جيتي مارتن، ممثلة أمريكية.
- 19 فبراير - باولينا غايتان، ممثلة مكسيكية.
- 20 فبراير - ناستازيا بورنيت، لاعب كرة مضرب إيطالية.
- 21 فبراير - فيل جونز، لاعب كرة قدم إنجليزي.
- 21 فبراير - مرام علي، ممثلة سورية
- 22 فبراير - هاريس سيفيروفيتش، لاعب كرة قدم سويسري.
- 23 فبراير - كاسيميرو، لاعب كرة قدم برازيلي.
- 23 فبراير - كيرياكوس بابادوبولوس، لاعب كرة قدم يوناني.
- 25 فبراير - أحمد إبراهيم خلف، لاعب كرة قدم عراقي.
- 26 فبراير - ألكسندريا ميلس، مذيعة وعارضة أزياء وملكة جمال أمريكية.
- 26 فبراير - ديميت اوزدمير، ممثلة تركية.
- 29 فبراير - سفير تايدر، لاعب كرة قدم جزائري.
- 29 فبراير - جواد الياميق، لاعب كرة قدم مغربي.

### مارس

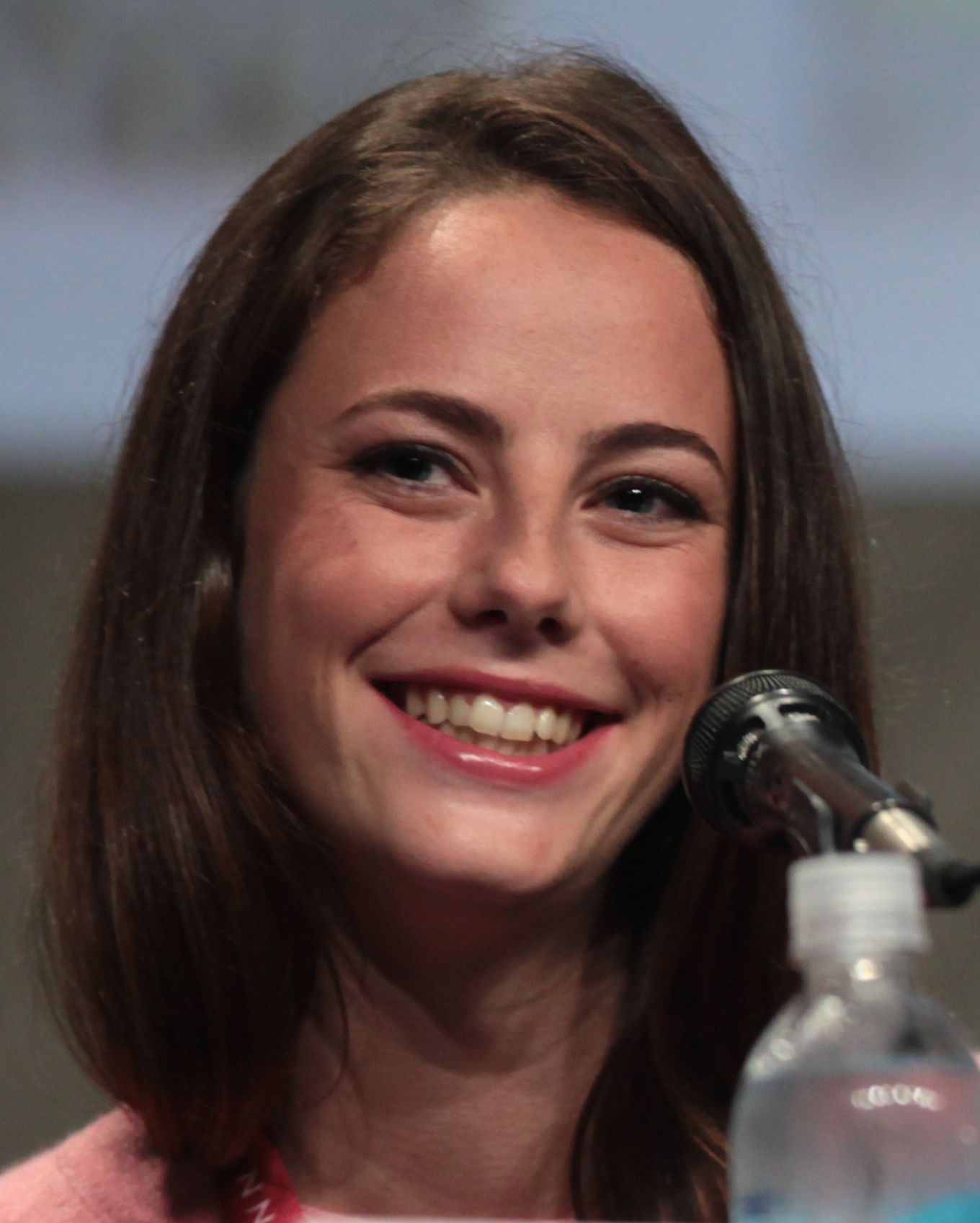
كايا سكوديلاريو

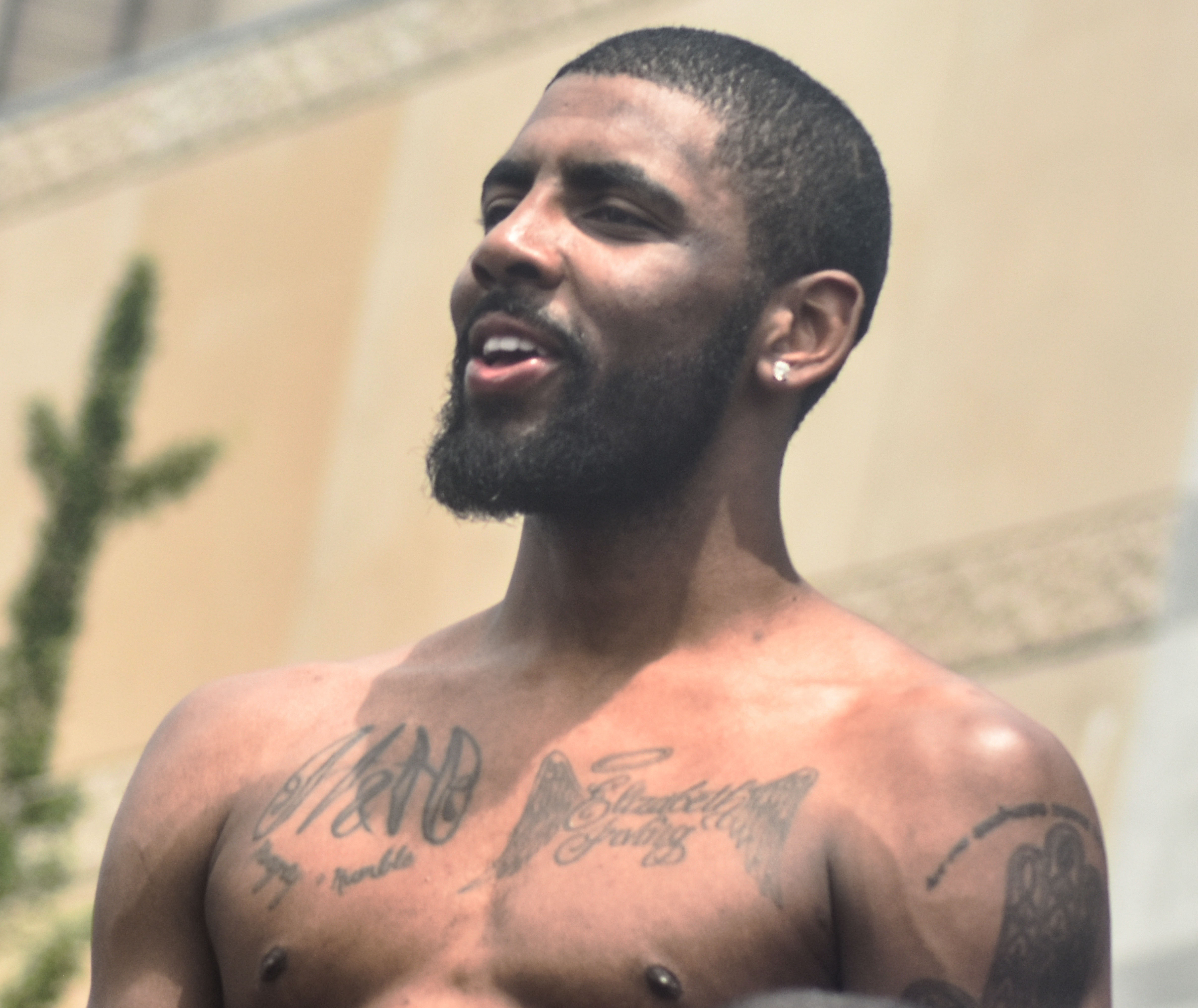
كيري إيرفينغ

- 2 مارس - مايسي ريتشاردسون-سيلرز، ممثلة بريطانية
- 4 مارس - إريك لاميلا، لاعب كرة قدم أرجنتيني.
- 4 مارس - جاريد سلينجير، لاعب كرة سلة أمريكي.
- 4 مارس - بيرند لينو، لاعب كرة قدم ألماني.
- 9 مارس - ماريا يوجينيا سواريز، ممثلة أرجنتينية.
- 7 مارس - فانيسا بونس، عارضة أزياء مكسيكية، وحاملة لقب ملكة جمال العالم 2018.
- 10 مارس - إميلي أوسمنت، ممثلة ومغنية أمريكية.
- 11 مارس - ناو توياما، ممثلة ومؤدية أصوات يابانية
- 13 مارس - لوسي فراي، ممثلة أسترالية.
- 13 مارس - جورج ماكاي ممثل إنجليزي.
- 13 مارس - كايا سكوديلاريو ممثلة وعارضة أزياء إنجليزية.
- 16 مارس - مايكل بيرهام، بحارة بريطاني.
- 17 مارس - إيليزا بينيت، ممثلة إنجليزية.
- 17 مارس - جون بويغا، ممثل بريطاني.
- 21 مارس - كارولينا بلسكوفا، لاعبة كرة مضرب تشيكية.
- 21 مارس - كريستينا بليسكوفا، لاعبة كرة مضرب تشيكية.
- 23 مارس - كيري إيرفينغ، لاعب كرة سلة أمريكي.
- 23 مارس - فانيسا مورغان، ممثلة كندية.
- 24 مارس - آلاء بساتنة، ناشطة سورية
- 25 مارس - إليزابيث لايال، ممثلة أمريكية.
- 26 مارس - أليسون فان يوتفانخ، لاعبة كرة مضرب بلجيكية.
- 27 مارس - مارك مونيسا، لاعب كرة قدم إسباني.
- 27 مارس - ملاك الصراف، ممثلة كويتية.
- 27 مارس - آوي يوكي، ممثلة ومؤدية أصوات يابانية
- 28 مارس - إيلينا بوغدان، لاعبة كرة مضرب رومانية.
- 30 مارس - إنريكي جيل، ممثل فلبيني.
- 30 مارس - مينو، مغني كوري.
- 31 مارس - سارة درزاوي، ممثلة مصرية.

### أبريل

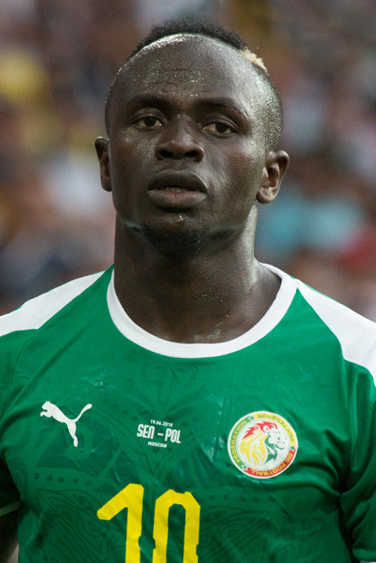
ساديو ماني

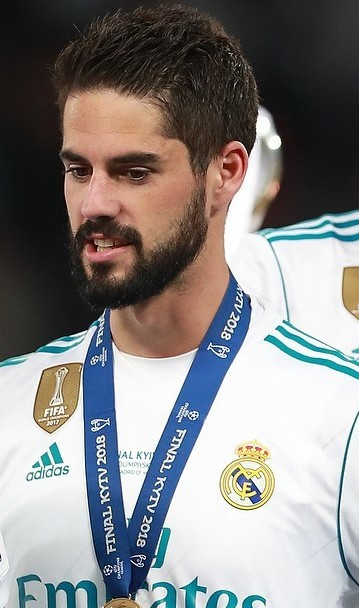
إيسكو

- 3 أبريل - يوليا يفيموفا، سباحة روسية.
- 4 أبريل - اليكسا نيكولاس، ممثلة أمريكية.
- 7 أبريل - أليكسس جوردان، مغنية أمريكية.
- 8 أبريل - شيلبي يانج، ممثلة أمريكية.
- 8 أبريل - ماثيو رايان، لاعب كرة قدم أسترالي.
- 8 أبريل - ميكايلا بولس، ممثلة ومهندسة لبنانية قبرصية.
- 10 أبريل - ساديو مانيه، لاعب كرة قدم سنغالي.
- 10 أبريل - ديزي ريدلي، ممثلة إنجليزية.
- 12 أبريل - ريبين سولاقا، لاعب كرة قدم عراقي.
- 15 أبريل - ناثانيل مينديز لاينغ، لاعب كرة قدم إنجليزي.
- 15 أبريل - جون غويديتي، لاعب كرة قدم سويدي.
- 15 أبريل - ريمو فريلير، لاعب كرة قدم سويسري.
- 17 أبريل - شكودران مصطفي، لاعب كرة قدم ألماني.
- 18 أبريل - كلوي بينيت، ممثلة أمريكية.
- 21 أبريل - فرانشسكو إيسكو لاعب كرة قدم إسباني.
- 22 أبريل - فابيانا روزاليس ناشطة سياسية وصحفية فنزويلية.
- 24 أبريل - مارك كولين، لاعب كرة قدم إنجليزي.
- 24 أبريل - لورا تروت، متسابقة دراجات هوائية بريطانية.
- 25 أبريل - بافل كاديرابيك، لاعب كرة قدم تشيكي.
- 26 أبريل - فهد ناصر الصباح ، رئيس اللجنة الأولمبية الكويتية.
- 30 أبريل - ترافيس سكوت، مغني راب أمريكي.
- 30 أبريل - مارك أندريه تير شتيغن، لاعب كرة قدم ألماني.

### مايو
- 1 مايو - هاني، مغنية كورية.

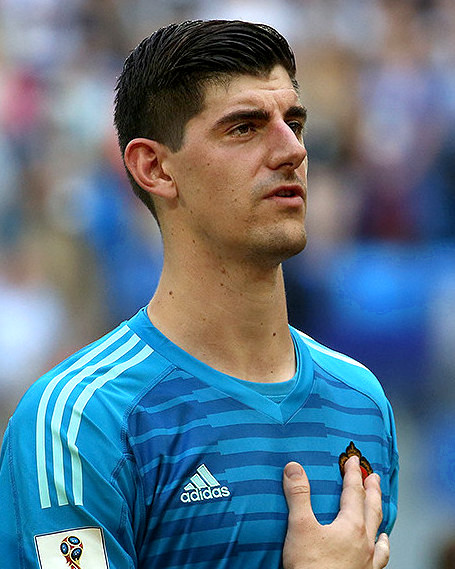
تيبو كورتوا

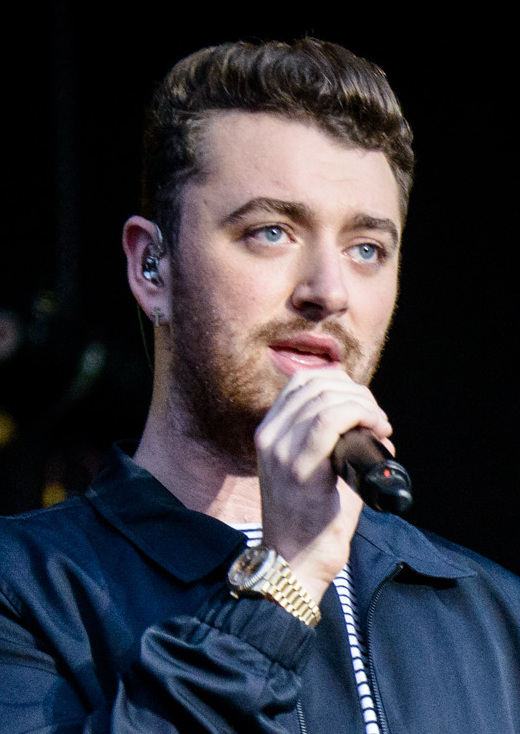
سام سميث

- 2 مايو - أندريا باولي، مباراة تايكواندو لبنانية.
- 6 مايو - بيون بيكهيون، مهرج، وراقص، وعارض، وممثل، ومغنٍ في إكسو (فرقة)، كوريا الجنوبية.
- 6 مايو - جوناس فالانتشيوناز، لاعب كرة سلة ليتواني.
- 7 مايو - الكسندر لودفيج، ممثل كندي.
- 7 مايو - سيمون نوانكو، لاعب كرة قدم نيجيري.
- 8 مايو - أوليفيا كالبو، ممثلة وعارضة أزياء وملكة جمال أمريكية.
- 9 مايو - رشيد غزال، لاعب كرة قدم جزائري.
- 10 مايو - شارمين كلاريس، مغني فلبيني.
- 11 مايو - أياكا أساي، ممثلة ومؤدية أصوات يابانية
- 11 مايو - كريستينا مكهيل، لاعبة كرة مضرب أمريكية.
- 11 مايو - بابلو سارابيا، لاعب كرة قدم إسباني.
- 11 مايو - تيبو كورتوا، لاعب كرة قدم بلجيكي.
- 12 مايو - مالكولم ديفيد كيلي، ممثل أمريكي.
- 12 مايو - إيريك دورم، لاعب كرة قدم ألماني.
- 14 مايو - لويس مولت، لاعب كرة قدم إنجليزي.
- 17 مايو - عمرو طارق، لاعب كرة قدم مصري.
- 18 مايو - سبنسر بريسلين، ممثل أمريكي.
- 19 مايو - سام سميث، مغني إنجليزي.
- 19 مايو - اليانور توملينسون، ممثلة إنجليزية.
- 19 مايو - هيذر واتسون، لاعبة كرة مضرب بريطانية.
- 19 مايو - مهدي زفان، لاعب كرة قدم جزائري فرنسي.
- 20 مايو - أنيس كانتر، لاعب كرة سلة تركي.
- 20 مايو - جاك غليسون، ممثل أيرلندي.
- 20 مايو - جيرونيمو رولي، لاعب كرة قدم أرجنتيني.
- 20 مايو - جومر دامر، لاعب كرة مضرب بوسني.
- 21 مايو - هتش دانو، ممثل أمريكي.
- 21 مايو - أوليفيا أولسون، ممثلة ومغنية أمريكية.
- 21 مايو - سييتشيرو ياماشيتا، ممثل ومؤدي أصوات ياباني
- 25 مايو - سارا ماتسوموتو، ممثلة ومؤدية أصوات يابانية
- 27 مايو - جيسون موريو، لاعب كرة قدم كولومبي.
- 28 مايو - غاكو شيباساكي، لاعب كرة قدم ياباني.
- 29 مايو - جريج سولكن، ممثل إنجليزي.
- 29 مايو - إيريكا ليندبيك، ممثلة أمريكية
- 30 مايو - هاريسون بارنز، لاعب كرة سلة أمريكي.

### يونيو

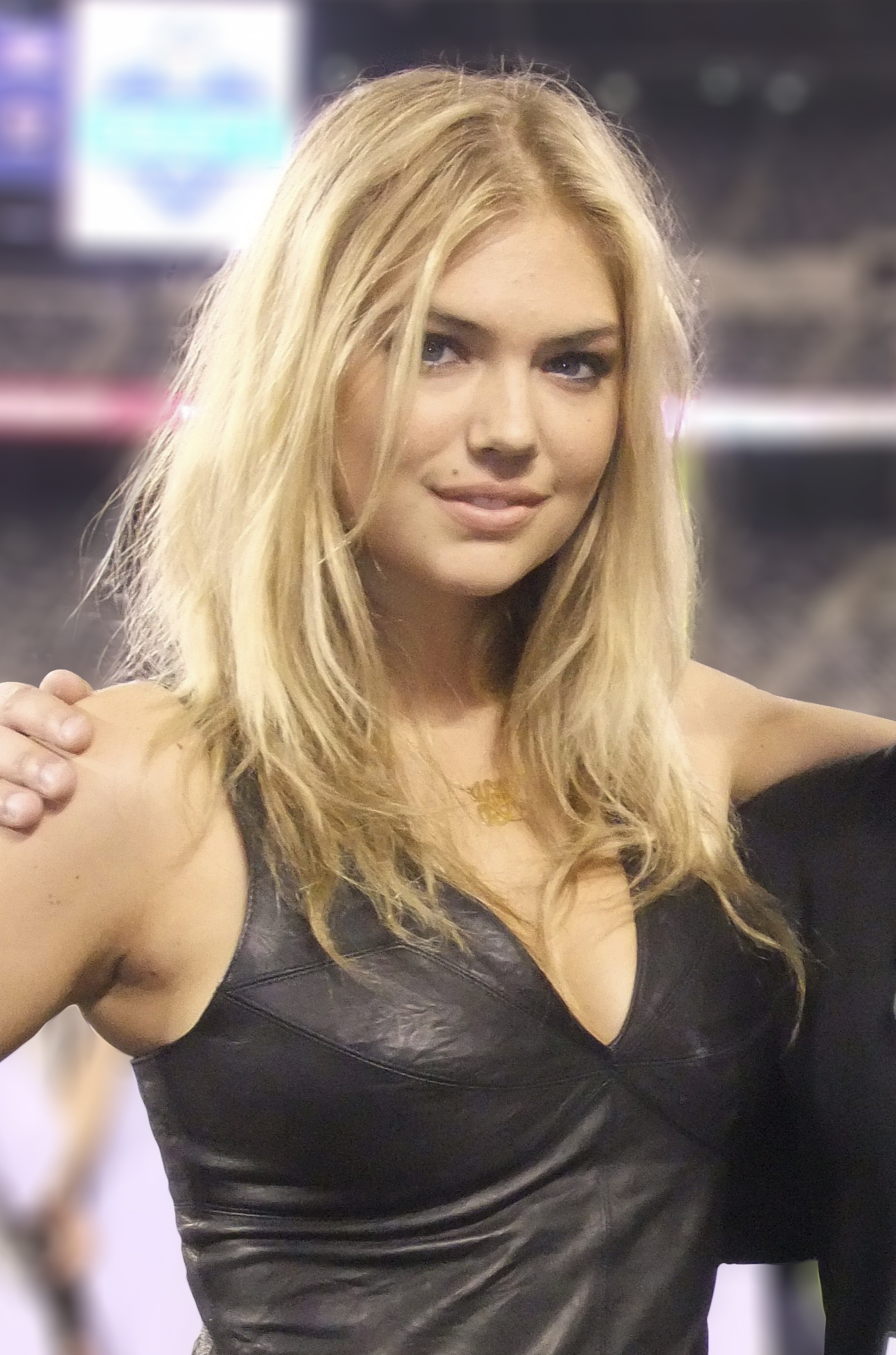
كيت ابتون

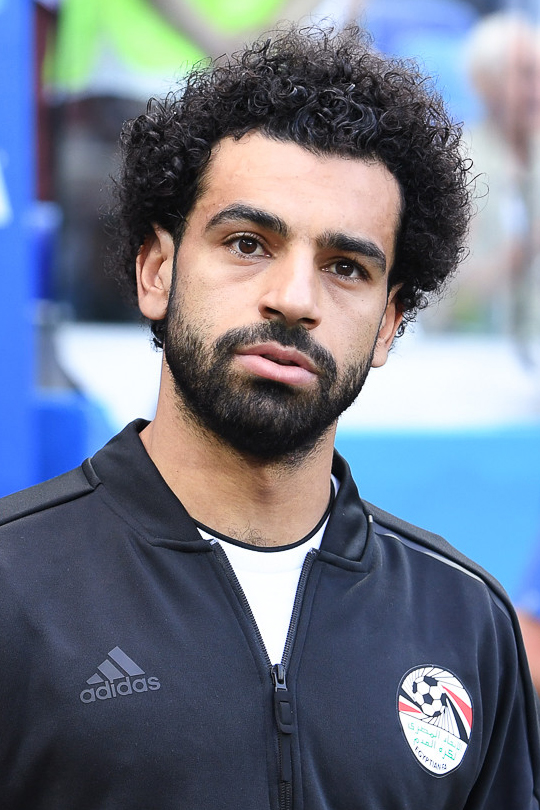
محمد صلاح

- 3 يونيو - ماريو غوتزه، لاعب كرة قدم ألماني.
- 6 يونيو - ساشا لوس، ممثلة وعارضة أزياء روسية.
- 6 يونيو - هيونا، مغنية كورية.
- 7 يونيو - ميار الغيطي، ممثلة مصرية.
- 10 يونيو - كيت ابتون، ممثلة وعارضة أزياء أمريكية.
- 11 يونيو - دافيدي زاباكوستا، لاعب كرة قدم إيطالي.
- 12 يونيو - جورجينا كامبل، ممثلة إنجليزية.
- 12 يونيو - فيليب كوتينهو، لاعب كرة قدم برازيلي.
- 13 يونيو - ديشا باتاني، ممثلة هندية.
- 13 يونيو - عبير عبد الرحمن، رباعة مصرية.
- 14 يونيو - داريل صبارة، ممثل أمريكي.
- 15 يونيو - محمد صلاح، لاعب كرة قدم مصري.
- 19 يونيو - فايا يونان، مغنية سورية.
- 21 يونيو - لوسي أيوب، شاعرة وصحفية إسرائيلية.
- 21 يونيو - ماكس شنايدر، مغني وممثل أمريكي.
- 22 يونيو - إيري سوزوكي، ممثلة ومؤدية أصوات يابانية
- 23 يونيو - بريدجيت سلون، لاعبة جمباز فني أمريكية.
- 23 يونيو - نيامباريان توغستسوغت، ملاكم منغولي.
- 24 يونيو - ديفيد ألابا، لاعب كرة قدم نمساوي.
- 24 يونيو - ريفن غودوين، ممثلة أمريكية.
- 24 يونيو - إسحاق كيزه ثيلين، لاعب كرة قدم سويدي.
- 25 يونيو - ميرنا جميل، ممثلة ومذيعة مصرية
- 26 يونيو - جينيت مكوردي، ممثلة ومغنية أمريكية.
- 26 يونيو - جويل كامبل، لاعب كرة قدم كوستاريكي.
- 27 يونيو - سو هي، ممثلة كورية.
- 27 يونيو - تسوباسا هوندا، ممثلة وعارضة أزياء يابانية
- 28 يونيو - أوسكار هيلييمارك، لاعب كرة قدم سويدي.
- 29 يونيو - أدم ج. سيفاني، ممثل أمريكي.

### يوليو

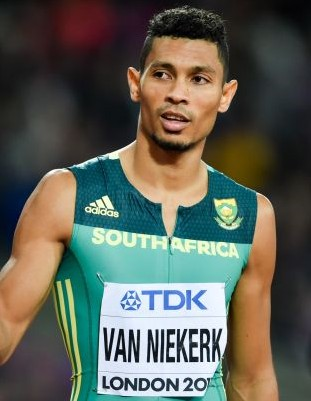
وايد فان نيكيرك

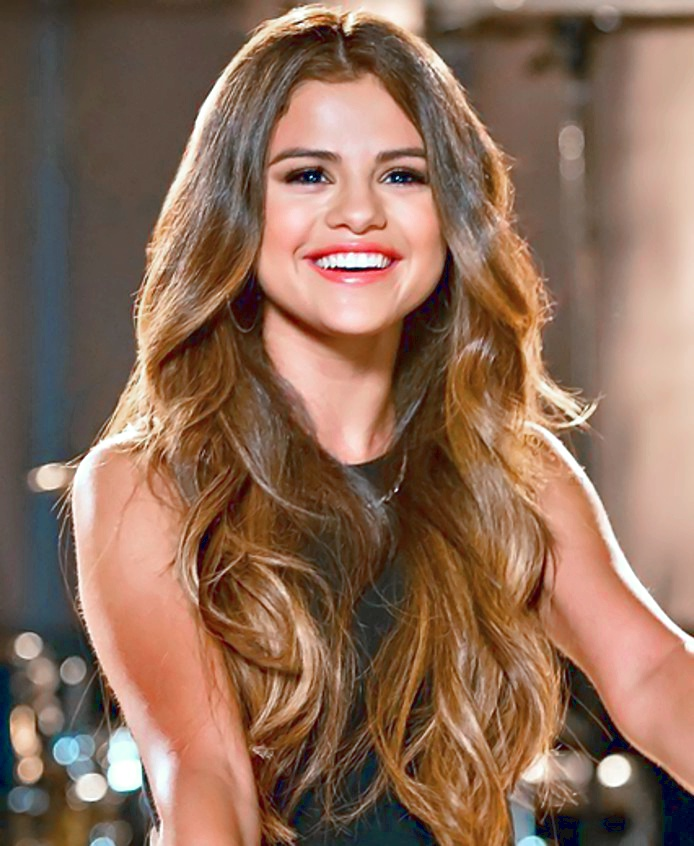
سيلينا غوميز

- 1 يوليو - سرناي ساريكايا، ممثلة تركية.
- 3 يوليو - ناثاليا راموس، ممثلة إسبانية.
- 5 يوليو - ألبرتو مورينو، لاعب كرة قدم إسباني.
- 8 يوليو - سون هيونغ مين، لاعب كرة قدم كوري جنوبي.
- 8 يوليو - سكاي فيريرا، ممثلة ومغنية أمريكية.
- 9 يوليو - دوغلاس بوث، ممثل إنجليزي.
- 11 يوليو - محمد النني، لاعب كرة قدم مصري.
- 12 يوليو - سيموني فيردي، لاعب كرة قدم إيطالي.
- 15 يوليو - وايد فان نيكيرك، عداء مسافات قصيرة جنوب أفريقي.
- 15 يوليو - هيثم المصري، ممثل لبناني
- 17 يوليو - بيلي لورد، ممثلة أمريكية.
- 17 يوليو - تشينامي هاشيموتو، ممثلة ومؤدية أصوات يابانية
- 18 يوليو - مهدي طارمي، لاعب كرة قدم إيراني.
- 20 يوليو - بايج هيرد، ممثلة أمريكية.
- 20 يوليو - ناديا كيتشينوك، لاعبة كرة مضرب أوكرانية.
- 20 يوليو - ليودميلا كيتشينوك، لاعب كرة مضرب أوكرانية.
- 21 يوليو - جيسيكا باردن، ممثلة إنجليزية
- 22 يوليو - سيلينا غوميز، ممثلة ومغنية أمريكية.
- 23 يوليو - ربيع الحاج، ممثل لبناني
- 25 يوليو - حمزة المثلولي، لاعب كرة قدم تونسي.
- 27 يوليو - نعيم سليتي، لاعب كرة قدم تونسي فرنسي.
- 28 يوليو - سبنسر بلدمان، ممثل أمريكي.
- 29 يوليو - أوفيلي بو، ممثلة فرنسية.
- 29 يوليو - جبريل سيديبي، لاعب كرة قدم فرنسي.
- 30 يوليو - فابيانو كاروانا، لاعب شطرنج أمريكي إيطالي.
- 31 يوليو - كيارا أدفاني، ممثلة هندية.

### أغسطس

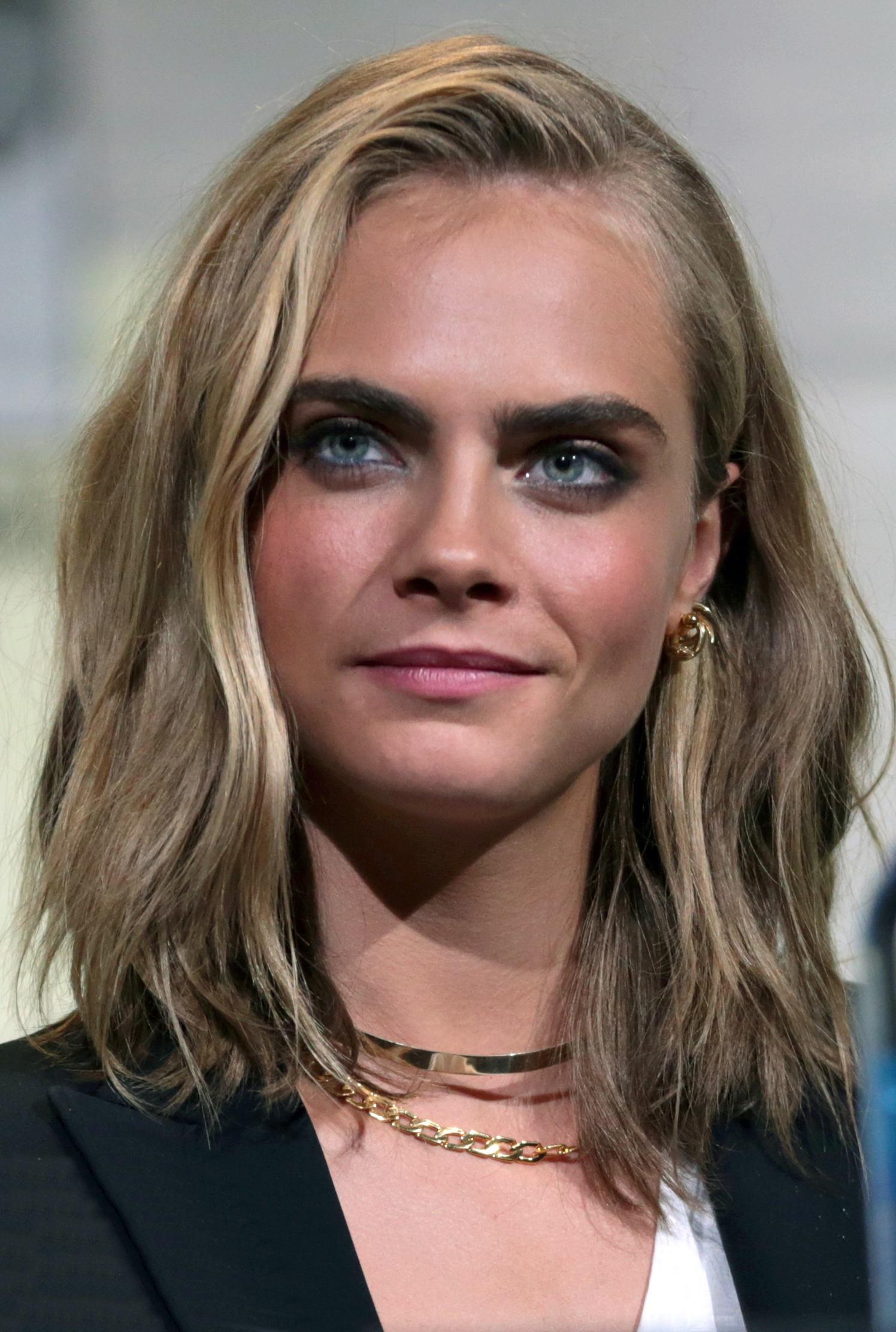
كارا ديليفين

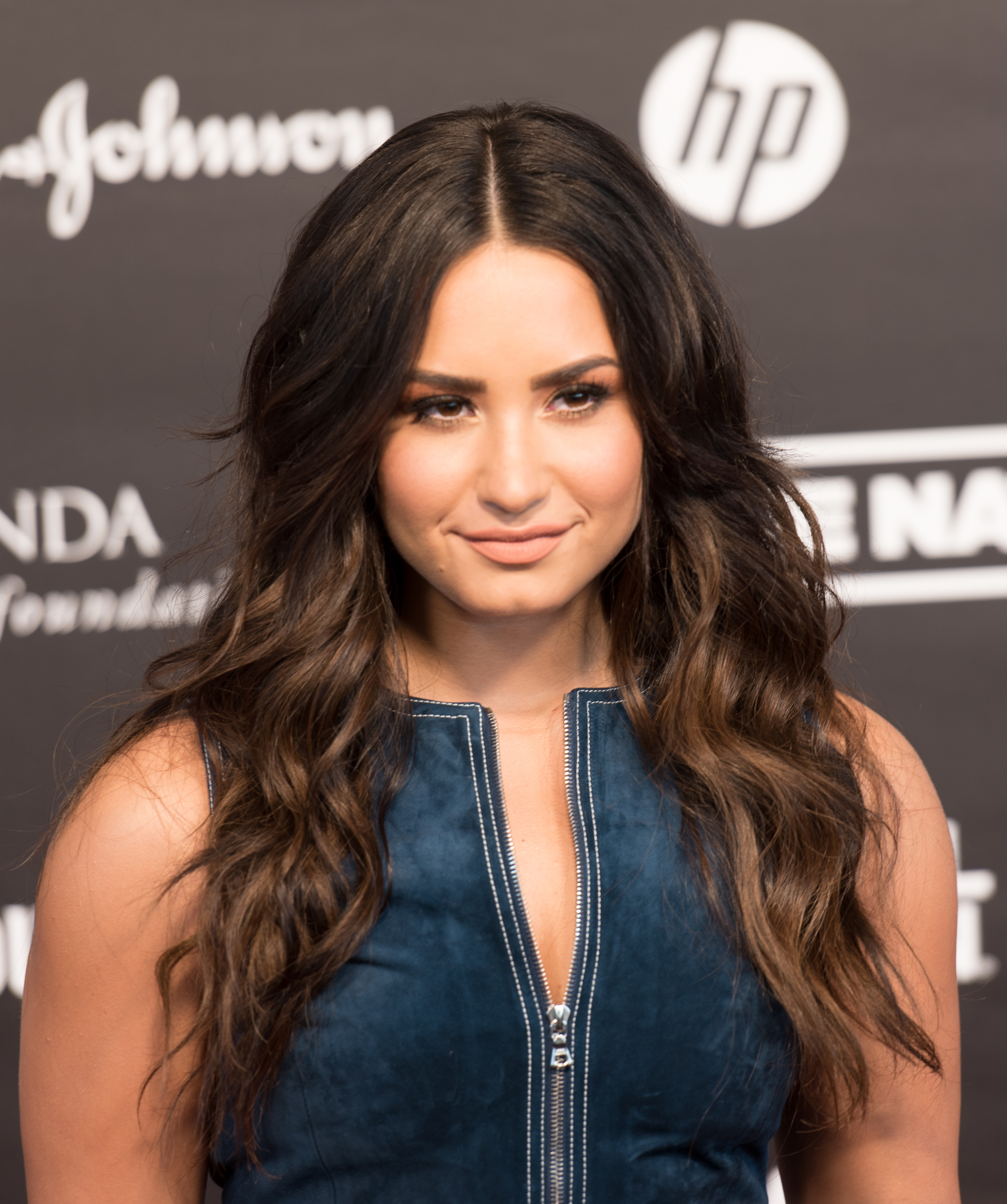
ديمي لوفاتو

- 1 أغسطس - أوستن ريفرز، لاعب كرة سلة أمريكي.
- 2 أغسطس - هالي أيزنبرغ، ممثلة أمريكية.
- 2 أغسطس - شارلي إكس سي إكس، مغنية إنجليزية.
- 3 أغسطس - كارلي كلوس، عارضة أزياء أمريكية.
- 3 أغسطس - يانيك فيسترغارد، لاعب كرة قدم دنماركي.
- 4 أغسطس - تيفاني إيفانز، مغنية وممثلة أمريكية.
- 4 أغسطس - كول سبراوس، ممثل أمريكي.
- 6 أغسطس - ساوري أونيشي، ممثلة ومؤدية أصوات يابانية
- 10 أغسطس - أري أوزاوا، ممثلة ومؤدية أصوات يابانية
- 11 أغسطس - تومي لارن، صحفية ومذيعة أمريكية.
- 12 أغسطس - كارا ديليفين، عارضة أزياء إنجليزية.
- 13 أغسطس - لوكاس مورا، لاعب كرة قدم برازيلي.
- 16 أغسطس - دييغو شفارتزمان، لاعب كرة مضرب أرجنتيني.
- 17 أغسطس - بايج مصارعة إنجليزية.
- 18 أغسطس - فرانسيس كوباين فنانة وعارضة أمريكية.
- 18 أغسطس - ايمي ويلرتون مذيعة بريطانية.
- 20 أغسطس - ديمي لوفاتو، ممثلة ومغنية أمريكية.
- 20 أغسطس - نسليهان أتاغول، ممثلة تركية.
- 21 أغسطس - فيليبي نصر، سائق فومولا ون برازيلي.
- 25 أغسطس - ريكاردو رودريغيز، لاعب كرة قدم سويسري.
- 27 أغسطس - بليك جينر، ممثل ومغني أمريكي.
- 27 أغسطس - سارة عطار، عداءة مسافات طويلة سعودية أمريكية.
- 28 أغسطس - بيسماك بيومبو، لاعب كرة سلة كونغولي.
- 31 أغسطس - نيكولاس تاغليافيكو، لاعب كرة قدم أرجنتيني.

### سبتمبر
- 1 سبتمبر - هيليم، مغنية كورية.

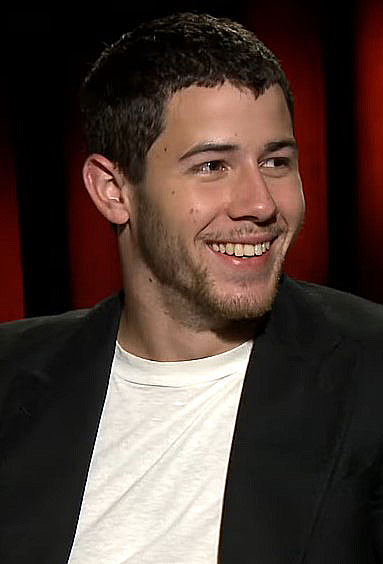
نيك جوناس

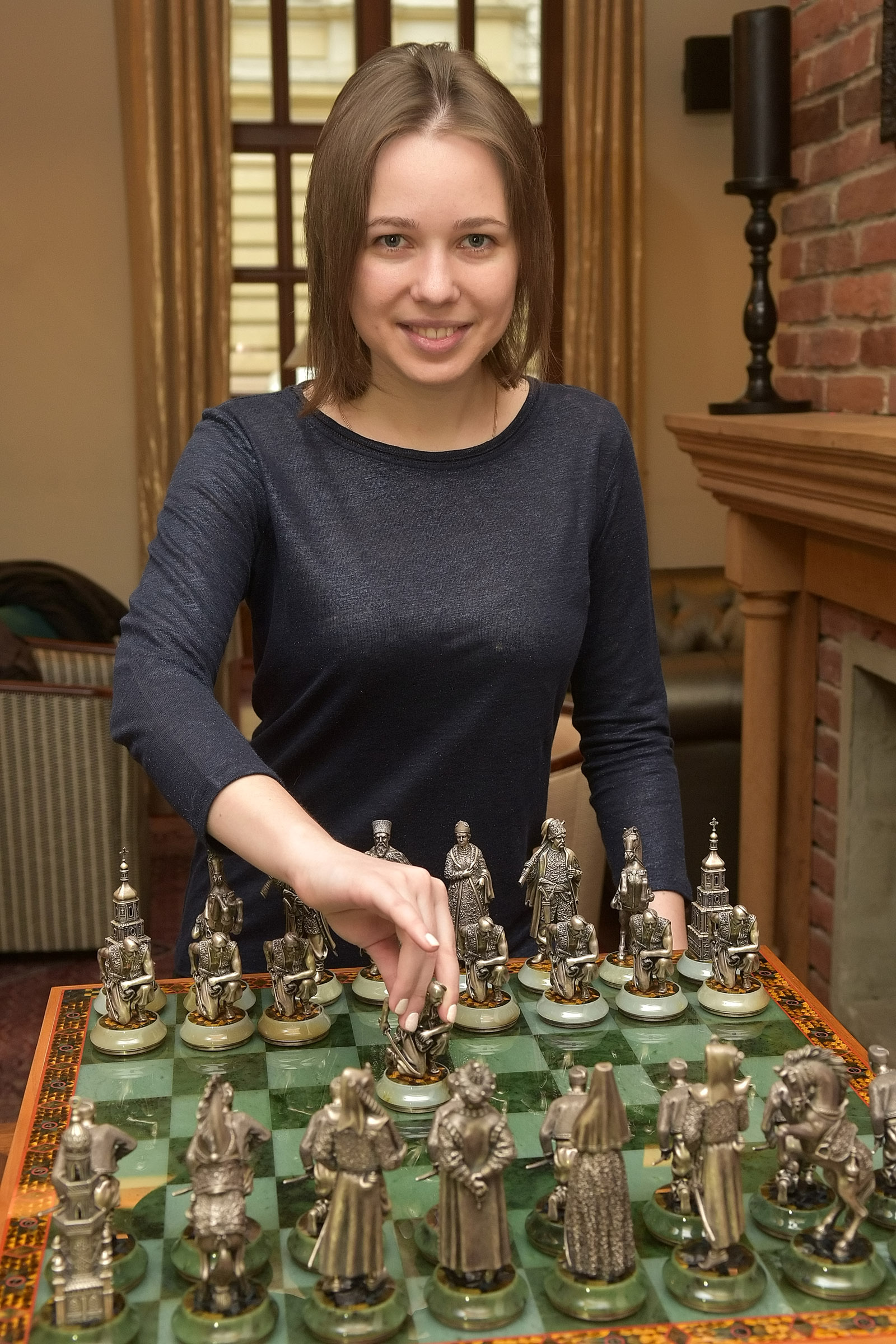
ماريا موزيجوك

- 2 سبتمبر - مادلين بايلي، مغنية أمريكية.
- 4 سبتمبر - لايفن كورزاوا، لاعب كرة قدم فرنسي.
- 7 سبتمبر - جيزام كاراجا، ممثلة وعارضة أزياء تركية.
- 11 سبتمبر - أحمد الشيخ، لاعب كرة قدم مصري.
- 12 سبتمبر - رجاء بلمير، مغنية مغربية.
- 16 سبتمبر - نيك جوناس، ممثل ومغني وكاتب أغاني أمريكي.
- 17 سبتمبر - روان مهدي، ممثلة عراقية
- 18 سبتمبر - آمبر ليو، مغنية تايوانية أمريكية.
- 19 سبتمبر - بالمر لوكي، مهندس أمريكي.
- 19 سبتمبر - دييغو رييس، لاعب كرة قدم مكسيكي.
- 20 سبتمبر - صفورا عليزاده، مغنية وموسيقية أذربيجانية.
- 21 سبتمبر - تشين، مغني، وكاتب أغاني كوري جنوبي.
- 21 سبتمبر - ماريا موزيجوك، لاعبة شطرنج أوكرانية.
- 21 سبتمبر - علي رضا بيرانوند، لاعب كرة قدم إيراني.
- 21 سبتمبر - يوما أوتشيدا، ممثل ومؤدي أصوات ياباني
- 22 سبتمبر - فيليب هينديس، متسابق دراجات هوائية بريطاني.
- 24 سبتمبر - جاك سوك، لاعب كرة مضرب أمريكي.
- 25 سبتمبر - نينا عبد الملك، مغنية لبنانية.
- 27 سبتمبر - سام ليرنر، ممثل أمريكي.
- 27 سبتمبر - غرانيت تشاكا، لاعب كرة قدم سويسري.
- 28 سبتمبر - لويس ألبرتو روميرو، لاعب كرة قدم إسباني.
- 30 سبتمبر - عزرا ميلر، ممثل أمريكي.

### أكتوبر

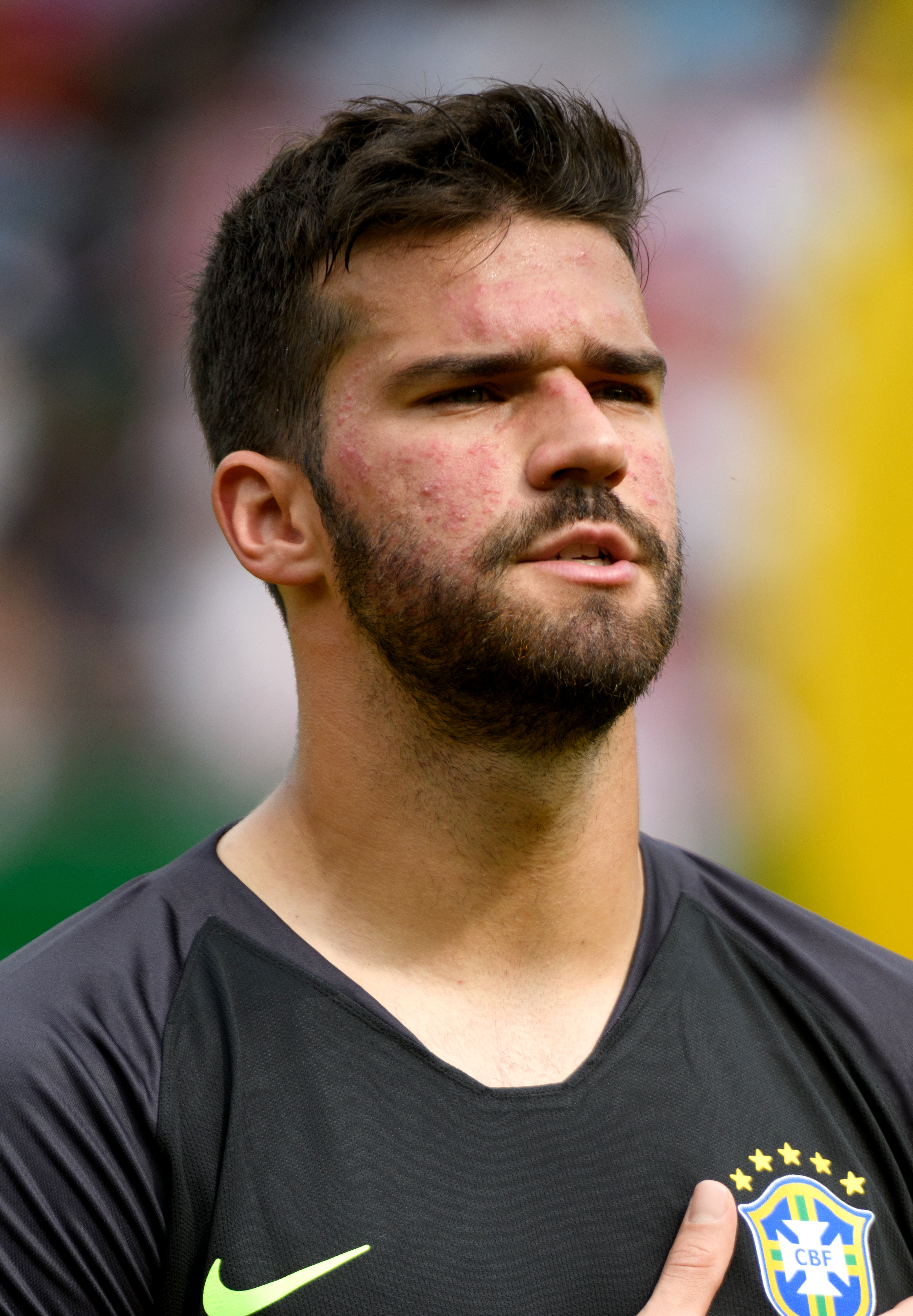
أليسون بيكر

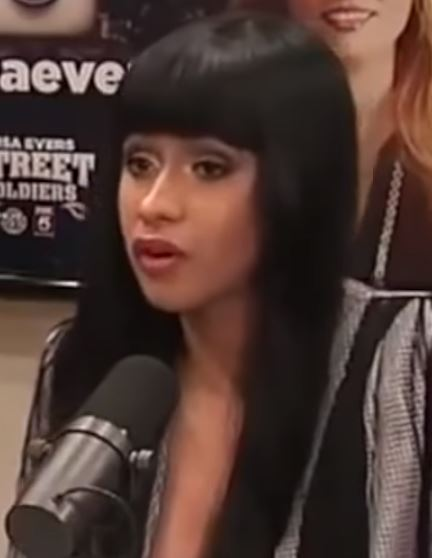
كاردي بي

- 2 أكتوبر - أليسون بيكر، لاعب كرة قدم برازيلي.
- 3 أكتوبر - ابتسام تسكت، مغنية مغربية.
- 6 أكتوبر - ماريوس أوكونومو، لاعب كرة قدم يوناني.
- 6 أكتوبر - شيلبي روجرز، لاعبة كرة مضرب أمريكية.
- 9 أكتوبر - تايلر جيمس ويليامز، ممثل ومغني أمريكي.
- 10 أكتوبر - غابرييل أبلين، مغنية إنجليزية.
- 10 أكتوبر - تاتسوكي فوجيموتو، مانجاكا ياباني
- 11 أكتوبر - كاردي بي، مغنية أمريكية.
- 12 أكتوبر - جوش هوتشرسن، ممثل أمريكي.
- 13 أكتوبر - آرون ديسميوك، ممثل أداء صوتي أمريكي.
- 14 أكتوبر - أحمد موسى، لاعب كرة قدم نيجيري.
- 14 أكتوبر - إسراء بيلجيك، ممثلة وعارضة أزياء تركية.
- 15 أكتوبر - فنسنت مارتيلا، ممثل أمريكي.
- 16 أكتوبر - ماكس هاربر، لاعب كرة قاعدة أمريكي.
- 16 أكتوبر - فيكتوريا غولوبيتش، لاعبة كرة مضرب سويسرية.
- 17 أكتوبر - جاكوب أرتيست، مغني وممثل أمريكي.
- 20 أكتوبر - أنس طيارة، ممثل سوري
- 22 أكتوبر - صوفيا فاسيليفا، ممثلة أمريكية.
- 23 أكتوبر - ألفارو موراتا، لاعب كرة قدم إسباني.
- 25 أكتوبر - آيتشا آيشين توران، ممثلة تركية.
- 26 أكتوبر - ميادة الصياد، عداءة مسافات طويلة فلسطينية ألمانية.
- 27 أكتوبر - ستيفان الشعراوي، لاعب كرة قدم إيطالي.
- 27 أكتوبر - براندون سعد، لاعب هوكي جليد أمريكي.
- 28 أكتوبر - ليكسي إينسورث، ممثلة أمريكية.
- 30 أكتوبر - غوكتشه آكيلدز، ممثلة تركية.
- 31 أكتوبر - فانيسا مارانو، ممثلة أمريكية.

### نوفمبر

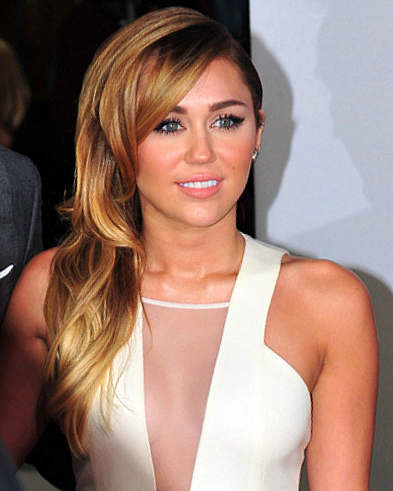
مايلي سايرس

- 1 نوفمبر - ريان نوبل، لاعب كرة قدم إنجليزي.
- 3 نوفمبر - فيلي أوربان، لاعب كرة قدم مجري ألماني.
- 3 نوفمبر - ألبيران دويماز، ممثل تركي.
- 5 نوفمبر - آتيا شيتي، ممثلة هندية.
- 5 نوفمبر - ماركو فيراتي، لاعب كرة قدم إيطالي.
- 10 نوفمبر - مروة جاغران، ممثلة تركية.
- 10 نوفمبر - ويلفريد زاها، لاعب كرة قدم عاجي إنجليزي.
- 13 نوفمبر - إنجي مراد، ممثلة سورية
- 16 نوفمبر - مارسيلو بروزوفيتش، لاعب كرة قدم كرواتي.
- 18 نوفمبر - ناثان كريس، ممثل أمريكي.
- 21 نوفمبر - ميريا لالاغونا، عارضة أزياء وممثلة وملكة جمال إسبانية.
- 21 نوفمبر - كونور ماينارد، مغني إنجليزي.
- 21 نوفمبر - زينب غازي، ممثلة بحرينية.
- 23 نوفمبر - مايلي سايرس، ممثلة ومغنية وكاتبة أمريكية.
- 25 نوفمبر - أنا بوغدان، لاعبة كرة مضرب رومانية.
- 25 نوفمبر - نيفين ماضي، ممثلة سورية.
- 27 نوفمبر - باك تشان يول، مغنٍ، وراقص، وعارض، وممثل، ومغنٍ للراب في إكسو (فرقة)، كوريا الجنوبية.
- 28 نوفمبر - آدم هيكس، ممثل إنجليزي.

### ديسمبر

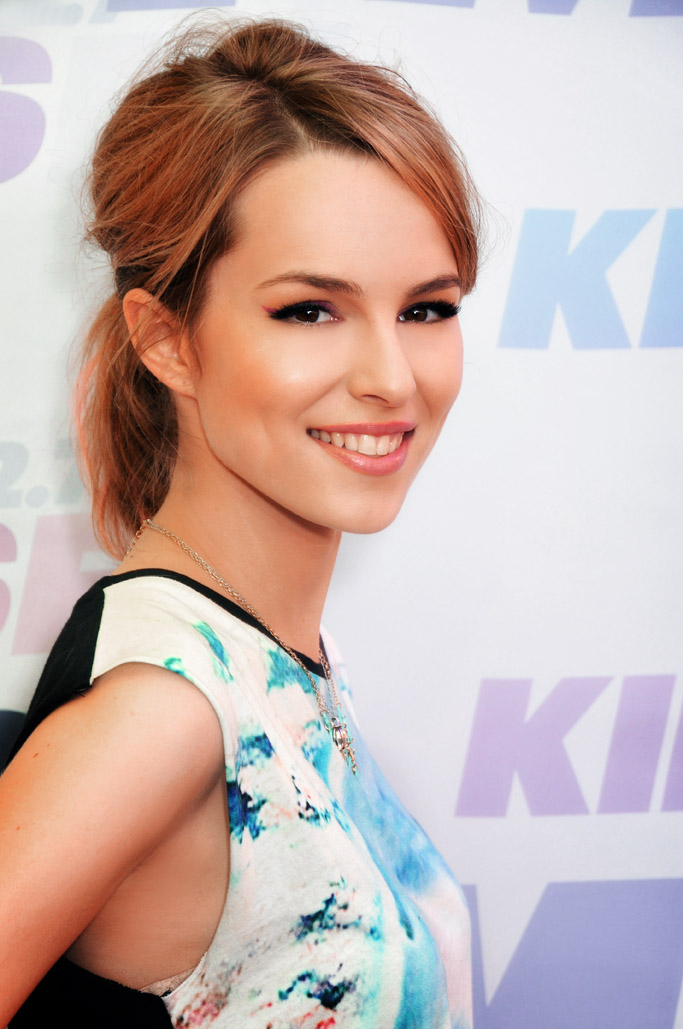
بريجيت مندلر

- 3 ديسمبر - جيسي مينديولا، ممثلة فلبينية.
- 4 ديسمبر - جين مغني كوري.
- 6 ديسمبر - سارة سلامة، ممثلة مصرية.
- 8 ديسمبر - إدوين كاردونا، لاعب كرة قدم كولومبي.
- 9 ديسمبر - كاتي ستيفنز، ممثلة أمريكية.
- 11 ديسمبر - تيفاني ألفورد، مغنية وممثلة أمريكية.
- 12 ديسمبر - تشن رولين، غطاس صيني.
- 14 ديسمبر - توري كيلي، مغنية وممثلة أمريكية.
- 14 ديسمبر - ريو ميايتشي، لاعب كرة قدم ياباني.
- 15 ديسمبر - جيسي لينغارد، لاعب كرة قدم إنجليزي.
- 15 ديسمبر - أليكس تيليس، لاعب كرة قدم برازيلي.
- 16 ديسمبر - توم روغيتش، لاعب كرة قدم أسترالي.
- 17 ديسمبر - أندرو نبوط، لاعب كرة قدم أسترالي.
- 18 ديسمبر - بريجيت مندلر، ممثلة أمريكية.
- 18 ديسمبر - رشيد صوماليا، لاعب كرة قدم غاني.
- 19 ديسمبر - إكير مونيان، لاعب كرة قدم إسباني.
- 22 ديسمبر - كاتسوما شينوري، ممثلة يابانية أسترالية.
- 23 ديسمبر - سبنسر دانيلز، ممثل أمريكي.
- 24 ديسمبر - سيرج أورييه، لاعب كرة قدم عاجي.
- 26 ديسمبر - جايد أميليا ثيروال، مغنية إنجليزية.

## وفيات
للمزيد من وفيات 1992، شاهد وفيات 1992
- صفاء الحيدري

### يناير
- 8 يناير - موسى صبري، مؤلف وأديب وصحفي مصري.
- 20 يناير - محمد عبد الخالق حسونة، ثاني أمين عام لجامعة الدول العربية.
- 28 يناير - كونو ريبر، شاعر وكاتب روائي سويسري.

### فبراير
- 10 فبراير - أليكس هيلي، مؤلف أمريكي.
- 10 فبراير - حكمت وهبي، ممثل ومغني ومذيع لبناني.
- 16 فبراير - عباس الموسوي، عالم دين لبناني، وثاني أمين عام لحزب الله لبناني.
- 20 فبراير - محمد أسد، كاتب نمساوي.
- 22 فبراير - أحمد راتب النفاخ، عالم ومحقق ومدقق ثراث سوري.

### مارس
- 1 مارس - للا عبلة بنت الطاهر، زوجة الملك محمد الخامس ملك المغرب، والدة الملك السابق الحسن الثاني.
- 9 مارس - مناحم بيجن، سياسي يهودي، ومؤسس منظمة إرجون الصهيونية العسكرية.
- 23 مارس - فريدريش فون هايك، اقتصادي ومنظر سياسي نمساوي بريطاني.
- 25 مارس - عبد الرحمن بن عبد العزيز بن حمد آل الشيخ, عالم دين سعودي.

### أبريل
- 2 أبريل - خوان غوميز غونزاليس، لاعب كرة قدم إسباني.
- 5 أبريل:  سام والتون، رجل أعمال أمريكي.
- 6 أبريل - إسحاق عظيموف، مؤلف أمريكي.
- 20 أبريل - بيني هيل، ممثل كوميدي بريطاني.
- 20 أبريل - بيتر ميتشل، كيميائي بريطاني.
- 21 أبريل - بدر الدين جمجوم، ممثل كوميدى مصري.
- 23 أبريل:  ساتياجيت راي، مخرج هندي.
- 25 أبريل - يوتاكا أوزاكي، مطرب روك ياباني.
- 27 أبريل - عبد العزيز القوصي، عالم نفس مصري.

### مايو
- 6 مايو - مارلينه ديتريش، مغنية وممثلة أمريكية ألمانية.

### يونيو
- 8 يونيو - فرج فودة، كاتب ومفكر مصري.
- 17 يونيو - حامد جوهر, عالم أحياء مصري.
- 29 يونيو - محمد بوضياف، رئيس الجزائر.

### يوليو
- 8 يوليو - عاطف بسيسو، أحد قياديي منظمة التحرير الفلسطينية.
- 23 يوليو - سليمان فرنجيّة، رئيس الجمهورية اللبنانية.
- 25 يوليو - جيمس ستيرلنغ، معماري بريطاني.

### أغسطس
- 8 أغسطس - أبو القاسم الخوئي مرجع الاعلى للطائفة الشيعية
- 10 أغسطس - أربيرت هايم، طبيب نمساوي نازي.
- 18 أغسطس - كريستوفر جونسن مكندلز، مغامر أمريكي.

### سبتمبر
- 17 سبتمبر - عائشة إبراهيم، ممثلة كويتية.
- 17 سبتمبر - هريفيلتو مارتينس، ملحن برازيلي.

### أكتوبر
- 6 أكتوبر - دنهولم إليوت، ممثل إنجليزي.
- 8 أكتوبر - فيلي برانت، مستشار ألماني.
- 11 أكتوبر - محمد محمود الصواف، عالم ومجاهد وداعية إسلامي عراقي، ومؤسس الإخوان المسلمين في العراق.
- 24 أكتوبر - محمد بشير حداد، علامة وفقيه ومقرئ سوري.
- 27 أكتوبر - ديفيد بوم، كيميائي أمريكي.

### نوفمبر
- 1 نوفمبر - محمد الشريف مستغانمي، أديب جزائري.
- 2 نوفمبر - هال روتش، ممثل ومنتج ومخرج أمريكي.
- 3 نوفمبر - محمد بنهيمة، سياسي مغربي.
- 21 نوفمبر - كايسون فومفيهان، زعيم الحزب الثوري اللاوسي، لاوسي فيتنامي.

### ديسمبر

صلاح قابيل

- 2 ديسمبر:  نور الدين الأتاسي، رئيس سوريا.
- 2 ديسمبر:  عائشة حسن، مطربة مصرية.
- 3 ديسمبر:  صلاح قابيل، ممثل مصري.
- 3 ديسمبر:  جيمس أوهارا، ممثل ايرلندي امريكي.
- 4 ديسمبر:  بات ماكافري، ممثل أمريكي.
- 12 سبتمبر:  روث نيلسون، ممثلة امريكية.
- 13 ديسمبر:  ألكساندر ترينانيتش، لاعب كرة قدم يوغسلافي.
- 22 ديسمبر:  ميلو سبيربر، ممثل بريطاني بولندي.
- 25 ديسمبر:  ساندرا دورن، ممثلة بريطانية.

## جوائز عالمية

### جائزة نوبل
- في الفيزياء – الفرنسي جورج تشارباك.
- في الكيمياء – الأمريكي رودولف ماركوس.
- في الطب – الأمريكيان إدوين كريبس وإدموند فيشر.
- في الأدب – جزر الأنتيل الهولندية دريك والكوت.
- في السلام – جواتيمالية ريغوبيرتا مينتشو.
- في الاقتصاد – الأمريكي غاري بيكر.

### جائزة الملك فيصل العالمية
- في خدمة الإسلام – النيجري حامد الغابد.
- في الدراسات الإسلامية – محجوبة.
- في اللغة العربية والأدب – مناصفة بين المصريان محمد مصطفى بدوي وعبد الفتاح شكري عباد واللبناني محمد يوسف نجم.
- في الطب – الإيطالي أتيليو مسري.
- في العلوم – البريطاني / جنوب أفريقي سيدني برانر.

### جوائز رياضية
- في كرة القدم
  - العالم - الهولندي ماركو فان باستن.
  - أوروبا - الهولندي ماركو فان باستن.